# 공통 드레인
일렉트로닉스에서 공통 드레인(common drain, 커먼 드레인) 증폭기는 소스 팔로워라고도 알려져 있으며, 세 가지 기본 단일 스테이지 장효과 트랜지스터(FET) 증폭기 토폴로지 중 하나로, 일반적으로 전압 버퍼로 사용된다. 이 회로(NMOS)에서 트랜지스터의 게이트 단자는 신호 입력으로 사용되며, 소스는 출력이고 드레인은 양쪽(입력 및 출력)에 공통으로 연결되어 있어 이름이 붙여졌다. 전압 이득에 대한 부하 저항의 의존도가 낮기 때문에 스피커와 같은 낮은 저항 부하를 구동하는 데 사용될 수 있다. 유사한 접합형 트랜지스터 회로는 공통 컬렉터 증폭기이다. 이 회로는 흔히 "안정기"라고도 불린다.
또한, 이 회로는 임피던스를 변환하는 데 사용된다. 예를 들어, 높은 테브난 저항을 가진 전압원에 의해 구동되는 전압 팔로워 조합의 테브난 저항은 전압 팔로워의 출력 저항(작은 저항)으로만 감소된다. 이러한 저항 감소는 이 조합을 더 이상적인 전압원으로 만든다. 반대로, 구동 스테이지와 높은 부하(즉, 낮은 저항) 사이에 삽입된 전압 팔로워는 구동 스테이지에 무한한 저항(낮은 부하)을 제공하는데, 이는 전압 신호를 큰 부하에 연결하는 데 이점이다.

## 특성

기본 N채널 JFET 소스 팔로워 회로(바이어스 세부 사항 제외)

낮은 주파수에서 오른쪽 그림의 소스 팔로워는 다음과 같은 소신호 특성을 갖는다.
|               | 정의                                                                    | 표현                                                                                                 | 근사 표현                                  | 조건                                   |
| ------------- | ----------------------------------------------------------------------- | --- | ------------------------------------------ | -------------------------------------- |
| 전류 이득     | {\displaystyle A_{\text{i}}={\frac {i_{\text{out}}}{i_{\text{in}}}}}    | {\displaystyle \infty }                                                                              | {\displaystyle \infty }                    |                                        |
| 전압 이득     | {\displaystyle A_{\text{v}}={\frac {v_{\text{out}}}{v_{\text{in}}}}}    | {\displaystyle {\frac {g_{m}R_{\text{S}}}{g_{m}R_{\text{S}}+1}}}                                     | {\displaystyle \approx 1}                  | {\displaystyle g_{m}R_{\text{S}}\gg 1} |
| 입력 임피던스 | {\displaystyle r_{\text{in}}={\frac {v_{\text{in}}}{i_{\text{in}}}}}    | {\displaystyle \infty }                                                                              | {\displaystyle \infty }                    |                                        |
| 출력 임피던스 | {\displaystyle r_{\text{out}}={\frac {v_{\text{out}}}{i_{\text{out}}}}} | {\displaystyle R_{\text{S}}\parallel {\frac {1}{g_{m}}}={\frac {R_{\text{S}}}{g_{m}R_{\text{S}}+1}}} | {\displaystyle \approx {\frac {1}{g_{m}}}} | {\displaystyle g_{m}R_{S}\gg 1}        |

회로도에 명시되지 않은 변수 gm은 소자의 트랜스컨덕턴스이다 (일반적으로 지멘스 단위로 표시된다).

## 같이 보기
- 부귀환 증폭기
- 버퍼 증폭기
- 사단자 회로망
- 하이브리드-파이 모델
- 공통 컬렉터
- 공통 이미터
- 공통 베이스
- 공통 소스
- 공통 게이트
- 이미터 디제너레이션